# Larsen Bay
Larsen Bay est une ville d'Alaska aux États-Unis dans le Borough de l'île Kodiak dont la population était de 87 habitants en 2010.

## Situation - climat
Elle est située sur la baie Larsen, au nord-ouest de la côte de l'île Kodiak, à 97 km de la ville de Kodiak et à 455 km d'Anchorage.
Le climat est maritime, avec des nuages fréquents et du brouillard. Le vent peut y être très fort de décembre à février. Les températures vont de 0 °C à 17 °C.

## Histoire - activités
L'endroit a été habité depuis au moins 2000 ans. Des fouilles archéologiques y ont été menées et y ont découvert d'anciens vestiges d'un peuplement très ancien. Les négociants russes en fourrures ont fréquenté les lieux au milieu du XVIIIe siècle. Son nom provient de celui de Peter Larsen, un guide et chasseur. En 1800, il existait là une tannerie. Les habitants actuels sont des descendants du peuple Alutiiq. Une conserverie a été ouverte dans le village en 1911.
L'économie locale repose actuellement essentiellement sur la pêche, ainsi que sur les activités de subsistances et le tourisme, avec quelques hébergements et un service de guides.

## Démographie
| 1940 | 1950 | 1960 | 1970 | 1980 | 1990 |
| ---- | ---- | ---- | ---- | ---- | ---- |
| 38   | 53   | 72   | 109  | 168  | 147  |

| 2000 | 2010 | - | - | - | - |
| ---- | ---- | - | - | - | - |
| 115  | 87   | - | - | - | - |

## Sources et références
- (en) CIS

- (en) Cet article est partiellement ou en totalité issu de l’article de Wikipédia en anglais intitulé « Larsen Bay, Alaska » (voir la liste des auteurs).

1. ↑  « Statistiques des États-Unis - Alaska - Profils des communautés de 2010 » (consulté en novembre 2020)